# یواس‌اس پیوریتن (ای‌سی‌ام-۱۶)
یواس‌اس پیوریتن (ای‌سی‌ام-۱۶) (به انگلیسی: USS Puritan (ACM-16)) یک کشتی بود که طول آن ۱۸۹ فوت (۵۸ متر) بود. این کشتی در سال ۱۹۴۲ ساخته شد.